# Antoine Perrier
Cet article possède des paronymes, voir Antoine Alexis Perier de Salvert, Antoine-Hilaire-Henri Périé et Perrier (acteur).
Pour les articles homonymes, voir Perrier.
Antoine Perrier, né le 15 avril 1836 à La Rochette (alors division de Savoie du royaume de Sardaigne) et décédé le 7 avril 1914 à Chambéry (Savoie), est un homme politique français. Il est notamment député, et brièvement ministre de la Justice.

## Biographie
Maire de Chambéry de 1884 à 1893. De 1895 à 1913, il est président du Conseil général de la Savoie. On lui doit notamment d'importants travaux d'utilité publique, entre autres l'alimentation en eau potable de la ville.
Élu député de la Savoie en 1889, il le restera jusqu'en 1900, année durant laquelle il devient sénateur du même département. Il occupera ce poste jusqu'à sa mort. Dans le même temps, il fut brièvement ministre de la Justice dans le gouvernement Ernest Monis, du 2 mars au 27 juin 1911.
Il eut en sa possession la maison forte de Cummugnin que sa femme, née Héritier, lui avait apporté et est membre honoraire de la Société savoisienne d'histoire et d'archéologie.

### Sources
- « Antoine Perrier », dans le Dictionnaire des parlementaires français (1889-1940), sous la direction de Jean Jolly, PUF, 1960 [détail de l’édition]